# Pilot Pen Tennis 2009
Pilot Pen Tennis 2009 — тенісний турнір, що проходив на відкритих кортах з твердим покриттям. Це був 41-й за ліком Connecticut Open. Належав до серії 250 у рамках Туру ATP 2009, а також до серії Premier у рамках Туру WTA 2009. Відбувся в Cullman-Heyman Tennis Center у Нью-Гейвені (США). Тривав з 21 до 29 серпня 2009 року. 

## Учасники

### Сіяні учасники
| Країна    | Гравець           | Рейтинг1 | Сіяний |
| --------- | ----------------- | -------- | ------ |
| Росія     | Микола Давиденко  | 8        | 1      |
| Іспанія   | Фернандо Вердаско | 10       | 2      |
| Іспанія   | Томмі Робредо     | 16       | 3      |
| Іспанія   | Давид Феррер      | 19       | 4      |
| США       | Марді Фіш         | 22       | 5      |
| США       | Сем Кверрі        | 26       | 6      |
| Росія     | Ігор Андрєєв      | 27       | 7      |
| Румунія   | Віктор Генеску    | 28       | 8      |
| Іспанія   | Ніколас Альмагро  | 33       | 9      |
| Франція   | Жеремі Шарді      | 35       | 10     |
| Австрія   | Юрген Мельцер     | 37       | 11     |
| Німеччина | Філіпп Пецшнер    | 39       | 12     |
| Німеччина | Andreas Beck      | 40       | 13     |
| Росія     | Ігор Куніцин      | 43       | 14     |
| Франція   | Фабріс Санторо    | 44       | 15     |
| Італія    | Андреас Сеппі     | 45       | 16     |

- 1 Посів ґрунтується на рейтингові станом на 17 серпня 2009

### Інші учасниці
Нижче подано учасниць, що отримали вайлд-кард на вихід в основну сітку
- Маркос Багдатіс
- Тейлор Дент
- Ражів Рам
- Фернандо Вердаско

Нижче наведено гравчинь, які пробились в основну сітку через стадію кваліфікації:
- Пабло Куевас
- Фредеріко Жіль
- Ніколас Лапентті
- Фредерік Нільсен

Гравець, що потрапив в основну сітку як щасливий лузер:
- Олів'є Рохус

## Учасники

### Сіяні учасники
| Країна     | Гравець            | Рейтинг1 | Сіяний |
| ---------- | ------------------ | -------- | ------ |
| Росія      | Світлана Кузнецова | 6        | 1      |
| Данія      | Каролін Возняцкі   | 8        | 2      |
| Італія     | Флавія Пеннетта    | 10       | 3      |
| Росія      | Надія Петрова      | 12       | 4      |
| Польща     | Агнешка Радванська | 13       | 5      |
| Франція    | Маріон Бартолі     | 14       | 6      |
| Словаччина | Домініка Цібулкова | 15       | 7      |
| Франція    | Амелі Моресмо      | 16       | 8      |
| Австралія  | Саманта Стосур     | 17       | 9      |

- 1 Посів ґрунтується на рейтингові станом на 17 серпня 2009
- Домініка Цібулкова мусила знятися через травму правого ребра, тож Саманта Стосур стала дев'ятою сіяною.

### Інші учасниці
Нижче подано учасниць, що отримали вайлд-кард на вихід в основну сітку
- Світлана Кузнецова
- Надія Петрова
- Меган Шонессі

Нижче наведено гравчинь, які пробились в основну сітку через стадію кваліфікації:
- Іоана Ралука Олару
- Магдалена Рибарикова
- Роберта Вінчі
- Яніна Вікмаєр

Гравчині, що потрапили в основну сітку як щасливий лузер:
- Едіна Галловіц
- Варвара Лепченко

## Фінальна частина

### Чоловіки. Одиночний розряд
Фернандо Вердаско —  Сем Кверрі, 6–4, 7–6(8–6)
- Для Вердаско це був перший титул за сезон і третій - за кар'єру.

### Одиночний розряд. Жінки
Каролін Возняцкі —  Олена Весніна, 6–2, 6–4
- Для Возняцкі це був третій тилул за сезон і шостий - за кар'єру. Це була її третя перемога на цьому турнірі після 2008 року.

### Парний розряд. Чоловіки
Юліан Ноул /  Юрген Мельцер —  Бруно Соарес /  Кевін Ульєтт, 6–4, 7–6(7–3)

### Парний розряд. Жінки
Нурія Льягостера Вівес /  Марія Хосе Мартінес Санчес —  Івета Бенешова /  Луціє Градецька, 6–2, 7–5.